# Sassetta (Itàlia)
Sassetta és un comune (municipi) de la província de Liorna, a la regió italiana de la Toscana, situat a uns 90 quilòmetres al sud-oest de Florència i a uns 50 quilòmetres al sud de Liorna. A 1 de gener de 2019 la seva població era de 471 habitants.
Sassetta limita amb els següents municipis: Castagneto Carducci, Suvereto i Monteverdi Marittimo.